# 水湾路 (珠海)
水湾路是中國廣東省珠海市的一条道路，位于香洲區，马路呈南北走向。北邊從九洲大道东和景山路交界開始，一直向南去到友谊路。

## 概要
道路全长2.85公里，宽约36米，水湾路至情侣南路双向6车道，海湾大酒店至友谊路双向2车道。

## 历史
- 1963年：开建此路，以黄土铺设路面，命名黄土路。
- 1985年：重修此路，后以水湾头村命名。

## 經過的道路
这条路的顺序是由北到南排列，其中加粗的字为主幹道：
- 九洲大道中、九洲大道東
- 石花西路、石花东路
- 情侣南路
- 联安路
- 粤海东路、粤海西路
- 莲花路
- 友谊路